# Supersaurus
Supersaurus ("Superödla") är det vetenskapliga namnet på en av de största och längsta dinosaurier som någonsin hittats och blivit vetenskapligt beskriven. Supersaurus levde i Nordamerika för 150-145 miljoner år sedan. Släktet Supersaurus tillhörde ordningen Sauropoder och var medlem i familjen Diplodocider. Liksom alla andra Sauropoder var den en fyrfotad växtätare.
När Supersaurus först hittades 1972 trodde man att dinosaurien var en jättelik Brachiosaurid, det vill säga tillhörde samma sauropodfamilj som den välkända Brachiosaurus som fram till dess hade varit den största kända dinosaurien. Senare fynd har emellertid visat att Supersaurus i själva verket var en diplodocid, det vill säga nära släkt med till exempel Diplodocus och Apatosaurus. Hittills har bara en art beskrivits inom släktet - Supersaurus viviane.
Ofta är det mycket svårt och avgöra exakt hur stora de största dinosaurierna verkligen var då kompletta dinosaurieskelett är mycket sällsynta, vilket i högsta grad gäller de riktigt stora dinosaurierna De flesta bedömningarna idag beräknar att Supersaurus var 35–40 meter lång och vägde cirka 50 ton. Ett jättelikt skulderblad som hittades 1972 var nästan 2 meter långt. Den i detta sammanhang relativt "låga" vikten förklas av att Supersaurus var betydligt lättare byggd än till exempel Argentinosaurus och Brachiosaurus. Argentinosaurus som också beräknas ha blivit cirka 40 meter lång beräknas ha vägt cirka 100 ton.
Som andra diplodocider hade Supersaurus en mycket lång hals och svans. Trots storleken kunde djuret, liksom andra Diplodocider resa sig på bakbenen för att beta högt uppe i träden. Det finns ingenting som tyder på att Supersaurus inte var ett flockdjur som andra sauropoder och som alla andra dinosaurier la djuren ägg.